# George Whitaker (oregoni oktató)
George Whitaker (Boston, Massachusetts, 1836. május 14. – Somerville, Massachusetts, 1917. november 1.) amerikai metodista lelkész, valamint a Wiley Főiskola és a Willamette Egyetem rektora.

## Fiatalkora
Édesapja Edgar Kimball Whitaker kereskedő, a vámhivatal munkatársa, édesanyja Catherine Cravath Holland. Egy farmon nevelkedett; a család tizenegy gyermeke közül a harmadik legidősebb. Dédapja, Nathaniel Whitaker lelkész nagyobb összeget adományozott a Darthmouth Főiskola megalapítására. George Whitaker különböző massachusettsi tanítóképzőkbe járt.
Alapdiplomáját 1861-ben szerezte a connecticuti Wesleyan Egyetemen, ahol a Fí Nű Théta és Fí Béta Kappa diákszövetségek tagja volt. 1861. június 22-én feleségül vette Harriet Clarke-ot, akivel négy gyermekük volt; az ötödik, egy fiú csecsemőként meghalt. Whitaker 1861-től 1863-ig West Medway, 1863–1864-ben pedig South Walpole metodista lelkésze volt. 1864-ben a Wesleyanen mesterdiplomát szerzett.
1867 és 1889 között több massachusettsi metodista templom lelkésze is volt.

## Oktatóként
Egyetemi pályafutása 1888-ban kezdődött, amikor a feketéknek fenntartott Wiley Főiskola élén N. D. Cliffordot váltotta; a rektori pozíciót 1891-ig töltötte be. 1890-ben a Fort Worth-i Egyetemen teológiadoktori (DDiv) fokozatot szerzett.
1891-ben a Willamette Egyetem vezetője, egyben mentális és erkölcstudományi oktatója lett. Az iskolában addig szokatlan szabályt hozott: megtiltotta, hogy az ellenkező nemű hallgatók egymással beszéljenek és sétáljanak. 1891. szeptember 16-án a University épület teteje leégett; Whitaker megoldotta, hogy két és fél órával később folytatódhasson az oktatás. Javasolta a létesítmény Waller épület névre való átnevezését.
1892-ben filozófiadoktori képzést indított. Régimódi gondolkodásmódja miatt a hallgatókkal, oktatókkal és igazgatótanácsi tagokkal gyakran konfliktusba keveredett. Szeretett volna teljes hatalmat gyakorolni az intézmény felett, azonban ezt megakadályozták, így 1893-ban lemondott. Utódja Willis C. Hawley matematikaoktató lett.
Távozását követően először Oregonban, majd Michiganben volt lelkész. Később visszatért Massachusettsbe, majd 1899-ben a Portlandi Egyetem, a Willamette riválisának rektora lett, ahova fia, John Holland is járt. Whitaker egészen az intézmény Willamette-be olvadásáig maradt rektor.

## 1900-tól
1900 és 1905 között a cambridge-i Szentháromság-templom, majd lowelli, Orient Heights-i és lindeni templomok lelkésze volt. A Republikánus Párt tagja és szabadkőműves, valamint egykor az Új-Angliai Történelmi Társaság könyvtárosa volt. 1917. november 1-jén hunyt el somerville-i otthonában.

## Fordítás
- Ez a szócikk részben vagy egészben  a   George Whitaker (Oregon educator) című angol Wikipédia-szócikk ezen változatának fordításán alapul.  Az eredeti cikk szerkesztőit annak laptörténete sorolja fel. Ez a jelzés csupán a megfogalmazás eredetét és a szerzői jogokat jelzi, nem szolgál a cikkben szereplő információk forrásmegjelöléseként.